# 澳能建設
澳能建設控股有限公司，簡稱澳能建設控股和澳能建設（英語：MECOM Power and Construction Limited，港交所：1183），由主席郭林錫先生在2000年創辦名為「鴻業工程」的基礎上發展而成，主要業務有三大範疇: 1 鋼結構工程、土木工程建設與裝修及翻新工程；2 高壓變電站建設及其系統安裝工程；及 3 設施管理、改造及維修工程及服務。
澳能建設的屬下全資擁有營運公司是鴻業建築工程有限公司及新鴻業工程建築有限公司。
股份在2018年2月13日於港交所主板上市。全發售定價為1.25港元，發行新股為3億股，集資額為2.61億港元，用作用作承接新項目時為發行履約保證金、設立倉庫以加強設備及物料的存儲設施。另外，何鴻燊兒子何猷龍，以1080萬港元認購作為投資者。

## 連結
- mecommacau.com （页面存档备份，存于）